# Lijst van administratieve eenheden in Phú Thọ
Deze lijst bevat een overzicht van administratieve eenheden in Phú Thọ (Vietnam).
De provincie Phú Thọ ligt in het noorden van Vietnam en grenst aan het oosten aan Hanoi. De oppervlakte van de provincie bedraagt 3532,9 km² en Phú Thọ telt ruim 1.345.000 inwoners. Phú Thọ is onderverdeeld in een stad, een thị xã en zes huyện.

## Stad

### Thành phốViệt Trì
- Phường Bạch Hạc
- Phường Bến Gót
- Phường Dữu Lâu
- Phường Gia Cẩm
- Phường Minh Nông
- Phường Minh Phương
- Phường Nông Trang
- Phường Tân Dân
- Phường Thanh Miếu
- Phường Thọ Sơn
- Phường Tiên Cát
- Phường Vân Cơ
- Phường Vân Phú
- Xã Chu Hóa
- Xã Hùng Lô
- Xã Hy Cương
- Xã Kim Đức
- Xã Phượng Lâu
- Xã Sông Lô
- Xã Tân Đức
- Xã Thanh Đình
- Xã Thụy Vân
- Xã Trưng Vương

## Thị xã

### Thị xãPhú Thọ
- Phường Âu Cơ
- Phường Hùng Vương
- Phường Phong Châu
- Phường Trường Thịnh
- Xã Hà Lộc
- Xã Hà Thạch
- Xã Phú Hộ
- Xã Thanh Minh
- Xã Thanh Vinh
- Xã Văn Lung

## Huyện

### HuyệnCẩm Khê
- Thị trấn Sông Thao
- Xã Cấp Dẫn
- Xã Cát Trù
- Xã Chương Xá
- Xã Điêu Lương
- Xã Đồng Cam
- Xã Đồng Lương
- Xã Hiền Đa
- Xã Hương Lung
- Xã Ngô Xá
- Xã Phú Khê
- Xã Phú Lạc
- Xã Phùng Xá
- Xã Phượng Vĩ
- Xã Phương Xá
- Xã Sai Nga
- Xã Sơn Nga
- Xã Sơn Tình
- Xã Tạ Xá
- Xã Tam Sơn
- Xã Thanh Nga
- Xã Thụy Liễu
- Xã Tiên Lương
- Xã Tình Cương
- Xã Tùng Khê
- Xã Tuy Lộc
- Xã Văn Bán
- Xã Văn Khúc
- Xã Xương Thịnh
- Xã Yên Dưỡng
- Xã Yên Tập

### Huyện Đoan Hùng
- Thị trấn Đoan Hùng
- Xã Bằng Doãn
- Xã Bằng Luân
- Xã Ca Đình
- Xã Chân Mộng
- Xã Chí Đám
- Xã Đại Nghĩa
- Xã Đông Khê
- Xã Hùng Long
- Xã Hùng Quan
- Xã Hữu Đô
- Xã Minh Lương
- Xã Minh Phú
- Xã Minh Tiến
- Xã Nghinh Xuyên
- Xã Ngọc Quan
- Xã Phong Phú
- Xã Phú Thứ
- Xã Phúc Lai
- Xã Phương Trung
- Xã Quế Lâm
- Xã Sóc Đăng
- Xã Tây Cốc
- Xã Tiêu Sơn
- Xã Vân Đồn
- Xã Vân Du
- Xã Vụ Quang
- Xã Yên Kiện

### Huyện Hạ Hòa
- Thị trấn Hạ Hòa
- Xã Bằng Giã
- Xã Cáo Điền
- Xã Chính Công
- Xã Chuế Lưu
- Xã Đại Phạm
- Xã Đan Hà
- Xã Đan Thượng
- Xã Động Lâm
- Xã Gia Điền
- Xã Hà Lương
- Xã Hậu Bổng
- Xã Hiền Lương
- Xã Hương Xạ
- Xã Lâm Lợi
- Xã Lang Sơn
- Xã Lệnh Khanh
- Xã Liên Phương
- Xã Mai Tùng
- Xã Minh Côi
- Xã Minh Hạc
- Xã Phụ Khánh
- Xã Phương Viên
- Xã Quân Khê
- Xã Văn Lang
- Xã Vĩnh Chân
- Xã Vô Tranh
- Xã Vụ Cầu
- Xã Xuân áng
- Xã Y Sơn
- Xã Yên Kỳ
- Xã Yên Luật
- Xã ấm Hạ

### Huyện Lâm Thao
- Thị trấn Hùng Sơn
- Thị trấn Lâm Thao
- Xã Bản Nguyên
- Xã Cao Xá
- Xã Hợp Hải
- Xã Kinh Kệ
- Xã Sơn Dương
- Xã Sơn Vi
- Xã Thạch Sơn
- Xã Tiên Kiên
- Xã Tứ *Xã
- Xã Vĩnh Lại
- Xã Xuân Huy
- Xã Xuân Lũng

### Huyện Phù Ninh
- Thị trấn Phong Châu
- Xã An Đạo
- Xã Bảo Thanh
- Xã Bình Bộ
- Xã Gia Thanh
- Xã Hạ Giáp
- Xã Lệ Mỹ
- Xã Liên Hoa
- Xã Phú Lộc
- Xã Phú Mỹ
- Xã Phú Nham
- Xã Phù Ninh
- Xã Tiên Du
- Xã Tiên Phú
- Xã Trạm Thản
- Xã Trị Quận
- Xã Trung Giáp
- Xã Tử Đà
- Xã Vĩnh Phú

### Huyện Tam Nông
- Thị trấn Hưng Hoá
- Xã Cổ Tiết
- Xã Dậu Dương
- Xã Dị Nậu
- Xã Hiền Quan
- Xã Hồng Đà
- Xã Hùng Đô
- Xã Hương Nha
- Xã Hương Nộn
- Xã Phương Thịnh
- Xã Quang Húc
- Xã Tam Cường
- Xã Tề Lễ
- Xã Thanh Uyên
- Xã Thọ Văn
- Xã Thượng Nông
- Xã Tứ Mỹ
- Xã Văn Lương
- Xã Vực Trường
- Xã Xuân Quang

### Huyện Tân Sơn
- Xã Đồng Sơn
- Xã Kiệt Sơn
- Xã Kim Thượng
- Xã Lai Đồng
- Xã Long Cốc
- Xã Minh Đài
- Xã Mỹ Thuận
- Xã Tam Thanh
- Xã Tân Phú
- Xã Tân Sơn
- Xã Thạch Kiệt
- Xã Thu Cúc
- Xã Thu Ngạc
- Xã Văn Luông
- Xã Vinh Tiền
- Xã Xuân Đài
- Xã Xuân Sơn

### Huyện Thanh Ba
- Thị trấn Thanh Ba
- Xã Chí Tiên
- Xã Đại An
- Xã Đỗ Sơn
- Xã Đỗ Xuyên
- Xã Đông Lĩnh
- Xã Đông Thành
- Xã Đồng Xuân
- Xã Hanh Cù
- Xã Hoàng Cương
- Xã Khải Xuân
- Xã Lương Lỗ
- Xã Mạn Lạn
- Xã Năng Yên
- Xã Ninh Dân
- Xã Phương Lĩnh
- Xã Quảng Nạp
- Xã Sơn Cương
- Xã Thái Ninh
- Xã Thanh Hà
- Xã Thanh Vân
- Xã Thanh Xá
- Xã Vân Lĩnh
- Xã Võ Lao
- Xã Vũ Yển
- Xã Yển Khê
- Xã Yên Nội

### Huyện Thanh Sơn
- Thị trấn Thanh Sơn
- Xã Cự Đồng
- Xã Cự Thắng
- Xã Địch Quả
- Xã Đông Cửu
- Xã Giáp Lai
- Xã Hương Cần
- Xã Khả Cửu
- Xã Lương Nha
- Xã Sơn Hùng
- Xã Tân Lập
- Xã Tân Minh
- Xã Tất Thắng
- Xã Thạch Khoán
- Xã Thắng Sơn
- Xã Thục Luyện
- Xã Thượng Cửu
- Xã Tinh Nhuệ
- Xã Văn Miếu
- Xã Võ Miếu
- Xã Yên Lãng
- Xã Yên Lương
- Xã Yên Sơn

### HuyệnThanh Thủy
- Xã Bảo Yên
- Xã Đào Xá
- Xã Đoan Hạ
- Xã Đồng Luận
- Xã Hoàng Xá
- Xã La Phù
- Xã Phượng Mao
- Xã Sơn Thủy
- Xã Tân Phương
- Xã Thạch Đồng
- Xã Trung Nghĩa
- Xã Trung Thịnh
- Xã Tu Vũ
- Xã Xuân Lộc
- Xã Yến Mao

### Huyện Yên Lập
- Thị trấn Yên Lập
- Xã Đồng Lạc
- Xã Đồng Thịnh
- Xã Hưng Long
- Xã Lương Sơn
- Xã Minh Hòa
- Xã Mỹ Lung
- Xã Mỹ Lương
- Xã Nga Hoàng
- Xã Ngọc Đồng
- Xã Ngọc Lập
- Xã Phúc Khánh
- Xã Thượng Long
- Xã Trung Sơn
- Xã Xuân An
- Xã Xuân Thủy
- Xã Xuân Viên